# سالول الحصيد
سالول الحصيد هو نوع من السالوليات مهده أوربة.